# Јуркас Ситаридис
Јуркас Ситаридис (грч. Γιούρκας Σεϊταρίδης; Пиреј, 4. јун 1981) бивши је грчки фудбалер.

## Каријера
Играо је на позицији одбрамбеног играча. Започео је каријеру у локалном клубу „Јањина”, а са 20 година потписао уговор са Панатинаикосом. У сезони 2003/04. постао је шампион Грчке и победник националног купа. Године 2004. купио га је португалски Порто и са њим је освојио Интерконтинентални куп.
Сезону касније играо је у Динаму из Москве, цена трансфера је била 10 милиона €. Након једне сезоне, Ситаридис је отишао из клуба, где је имао малу минутажу. Касније је изјавио да је прелазак у табор плаво белих била грешка.
У јуну 2006. године, пуштен је у Атлетико Мадрид за 12 милиона €. Године 2009. након сукоба са тренером Абелом Ресином, вратио се у Панатинаикос, где је након четири године и завршио играчку каријеру.

## Репрезентација
За грчку репрезентацију дебитовао је 2002. године. Био је члан репрезентације Грчке која је освојила Европско првенство 2004. године. Одиграо је укупно 72 утакмице за репрезентацију и постигао један гол.
Голови за репрезентацију
| #  | Датум        | Место           | Противник | Гол | Резултат | Такмичење                                 |
| -- | ------------ | --------------- | --------- | --- | -------- | ----------------------------------------- |
| 1. | 2. јун 2007. | Ираклион, Грчка | Мађарска  | 2-0 | 2-0      | Квалификације за Европско првенство 2008. |

## Трофеји
Панатинаикос
- Првенство Грчке: 2003/2004, 2009/2010.
- Куп Грчке: 2004, 2010.

Порто
- Суперкуп Португалије: 2004.
- Интерконтинентални куп: 2004.

Грчка
- Шампиони Европе: 2004.